# 1764 год в науке
В 1764 году произошли различные научные и технологические события, некоторые из которых представлены ниже.

## События
- 21 апреля состоялось торжественное открытие в городе Москве Императорского Воспитательного Дома, впоследствии превратившегося в Ремесленное Учебное Заведение, в Императорское Высшее Техническое Училище и в МГТУ имени Н. Э. Баумана.
- 5 июля были открыты диффузные туманности Шарлем Мессье.

## Родились
- 8 апреля — Николай Петрович Резанов, русский государственный деятель, почётный член Петербургской Акакдемии наук, один из учредителей Российско-американской компании (ум. 1807).
- 4 мая — Джозеф Константайн Карпью, английский хирург и анатом.
- 7 июня — Карл Генрих Ланг, немецкий историк (ум. 1835).

## Скончались
- 2 сентября — Натаниель Блисс, английский астроном.
- 1 декабря — Кристиан Гольдбах, немецкий математик.
- Ноябрь — Семён Челюскин — русский полярный мореплаватель.